# Hervé de Gruben
Hervé Baron de Gruben (* 1. Juni 1894 in Booischot; † 20. November 1967 in Brüssel) war ein belgischer Diplomat.

## Werdegang
Baron de Gruben studierte die Rechtswissenschaften und promovierte an der Universität Löwen. Er war ab 1923 stellvertretender Privatsekretär von Edouard Rolin-Jaequemyns dem belgischen Hochkommissars im Rheinland. 1925 trat er in den Auswärtigen Dienst ein. Von 1927 bis 1934 war er Attaché in der belgischen Gesandtschaft in Berlin und von 1930 bis 1934 zugleich Geschäftsträger in Budapest. Von 1937 bis 1945 war er Botschaftsrat an der belgischen Botschaft in Washington, D.C. Nach Ende des Zweiten Weltkrieges war er Abteilungsleiter im belgischen Außenministerium und Leiter der belgischen Delegation bei der Konferenz für die Organisation einer Europäischen Verteidigungsgemeinschaft. Von 1953 bis 1959 war er Königlich-belgischer Botschafter in Bonn.

## Ehrungen
- 1960: Großkreuz der Bundesrepublik Deutschland